# 北部戦線 (アメリカ独立戦争のサラトガ以降)
アメリカ独立戦争のサラトガ以降の北部戦線は、1778年から1782年にかけて、アメリカ革命勢力とイギリス軍の間の一連の戦闘によって構成されている。2つの主要地域での活動で特徴付けられる。最初のものはニューヨーク市を拠点としたイギリス軍の周りでのものであり、両軍共に互いを探りあい、それが時には注目すべき戦闘になった。2つ目のものは実質的にニューヨーク北部やペンシルベニア北部田園のフロンティアで行われたものであり、アメリカ側は各邦の民兵隊と同盟したインディアン、イギリス側はロイヤリストの部隊をインディアンやイギリス側インディアン代理人が支援し、さらに時としてイギリス正規軍が加わって戦われた。例外的に大陸軍の然るべき部隊がフロンティアに進軍したのは1779年のサリバン遠征であり、ジョン・サリバン将軍が遠征隊を率いてニューヨークからイロコイ族インディアンを駆逐することになった。イロコイ6部族連邦各派の中での戦闘は特に残忍なものとなり、インディアンの大半を難民に変えた。
ニューイングランドでは唯一注目すべき戦闘があった。アメリカ軍とフランス軍の連合軍がロードアイランドのニューポートからイギリス軍を駆逐しようとしたものである。このロードアイランドの戦いはフランス艦隊が任務を放棄したときに連合軍の敗北となり、この失敗でアメリカとフランスの関係にひびを生じた。1779年、イギリス軍はメイン地区のペノブスコット川でロイヤリストの拠点を構築するためにそこに基地を建設した。マサチューセッツ邦はこれに水陸両面のペノブスコット遠征で応えたが、完敗に終わった。
イギリス軍はニューイングラン海岸の地域社会を襲う作戦を続けた。そのうちの1つがマサチューセッツのフリータウンでの小戦闘であり、マサチューセッツやコネチカットでの襲撃が続いた。1781年のグロトンハイツの戦いでは、コネチカット出身のベネディクト・アーノルドがイギリス軍を率い、町に相当な損害を与えた。

## イギリス軍の戦略
1777年10月のサラトガの戦い後、ジョン・バーゴイン将軍の率いていたイギリス軍が降伏すると、フランスが参戦し、アメリカ合衆国を認知して軍事同盟を結んだ。フランスは独立のために戦うアメリカを支援するために大西洋を越えて艦隊と陸軍を派遣し、さらにはカリブ海や東インドでも軍事行動を行った。フランスはスペインにも参戦するよう圧力を掛けたが、スペインが参戦したのは1779年になってからであり、他の戦域におけるスペインの行動でイギリス軍の軍事資源を分散させることになった。
このような戦略の変化によってイギリスは北アメリカからその関心を移さざるを得ず、西インド諸島、インドなど他の植民地の防衛、さらにはフランスによるイギリス本土侵攻の脅威に対する防衛など陸軍や艦船など軍事資源を移動させることになった。北アメリカではイギリス軍が1778年にフィラデルフィアから撤退し、戦争の残り期間はニューヨーク市を北アメリカの本部にした。その後南部戦略を開始し、ジョージア、ノースカロライナ、サウスカロライナおよびバージニアの各植民地を支配しようとした。この地域ではロイヤリスト的感情が強いものと信じられていた。戦争の残り期間での北アメリカの軍事行動はこの作戦によって支配されたが、イギリスの強固な基盤であるケベック、ニューヨーク、ロードアイランド、およびノバスコシアでも戦闘や襲撃が起こった。
イギリス軍はサラトガの惨劇の後で軍隊を統合させ、アメリカのロイヤリストや同盟インディアンを多数徴募してその軍隊の不足分を補い、フロンティアにあるパトリオット開拓地の襲撃に向かわせた。イギリスは海軍力では勝っていたのでニューイングランドの海岸線に対する襲撃や水陸両用作戦を展開させた。

## アメリカの戦略
アメリカの軍事戦略はフランスが参戦したことである程度広がった。アメリカの国土は大軍のイギリス軍にまだ支配されていたので、大陸軍はフィラデルフィアやニューヨーク市の郊外で防御的姿勢を採り続けていた。1778年初期にイギリス軍がフィラデルフィアからの撤退を始め、7月にフランス海軍がフィラデルフィア沖に到着したことで攻勢に出る見込みが立った。大陸軍がこのような大規模な行動に出る一方で、ニューヨーク邦とペンシルベニア邦の北部や西部のフロンティアにいる民兵や開拓者は、イギリス軍がケベックの拠点から組織したインディアンやロイヤリストによる襲撃に対応する必要があった。

## ニューヨーク市周辺での小戦闘
両軍は敵をイライラさせたり、自軍の意図を悟られないようにするために工夫した探りや陽動の行動を採った。イギリス軍ヘンリー・クリントン将軍はニュージャージーのリトルエッグハーバーにあった「反乱軍の海賊の巣を掃討する」ために軍隊を派遣し、1778年10月の襲撃（チェスナットネックの戦い）では、カジミエシュ・プワスキの軍団を急襲した（リトルエッグハーバー虐殺）。クリントンはこの襲撃から注意を逸らす目的でニュージャージー北部にも軍隊を派遣していた。この行動の最中の9月27日にチャールズ・グレイに率いられたイギリス兵1個中隊がジョージ・ワシントン軍の眠っていた1個中隊を銃剣襲撃した（ベイラー虐殺）。
1779年5月、クリントンはハドソン川の主要渡河点の片側を守っていたニューヨーク邦ストーニーポイントの前哨基地を占領した。クリントンがこの部隊から勢力を割いてウィリアム・タイロンの海岸部襲撃に向わせている間に、ワシントンはストーニーポイントを取り返す攻撃を行わせ、7月16日に成功した（ストーニーポイントの戦い）。クリントンは南部戦線侵攻のための作戦の一部としてその軍隊をニューヨークに撤退させた。1779年の後半、ライトホース・ハリーがアメリカ軍を率いて、現在のニュージャージー州ジャージーシティにあったイギリス軍の基地を急襲した（ポーラスフックの戦い）。その結果ニュージャージー北部のイギリス軍支配は弱まった。
1780年初期、イギリス軍はニューヨーク邦ウェストチェスター郡のアメリカ軍前哨基地を攻撃し、アメリカ軍に損失50名を出させ、75名を捕虜にした（ヤングズハウスの戦い）。ニューヨーク地域での最後の注目すべき戦闘は1780年6月にイギリス軍がニュージャージー邦モリスタウンにあった大陸軍宿営地を攻撃することでニュージャージー北部の支配権を再度得ようとしたことである。先ずコネチカット農園の戦いがあった後、大陸軍ナサニエル・グリーン将軍が指揮する約2,000名の部隊が、2,500名以上のイギリス正規兵に対して守り抜いた（スプリングフィールドの戦い）。ニュージャージー北部に対するイギリス軍の野望は潰えた。

## 海岸部での戦闘
1777年以降、北部の海岸では大きな軍事行動は無かった。ただしイギリス軍はコネチカットやマサチューセッツの海岸部にある地域社会に対して一連の襲撃を敢行した。1778年5月のロードアイランド邦ブリストルとウォーレンへの襲撃、さらにマサチューセッツ邦フリータウンでの小戦闘（マウントホープ湾襲撃）、同年9月に同じくマサチューセッツ邦ニューベッドフォードとマーサズ・ヴィニヤードに対してグレイ将軍が率いた襲撃（グレイの襲撃）、1779年のウィリアム・タイロンが率いたコネチカット海岸への一連の襲撃があった。最も激しかった襲撃は1781年のニューロンドンに対するもの（グロトンハイツの戦い）であり、イギリス軍に寝返ったベネディクト・アーノルド将軍が率いたものだった。
ロードアイランドとマサチューセッツ邦のメイン地区で数少ない大規模戦闘が起こった。その最初のものはアメリカ軍とフランス軍が連合でロードアイランド邦ニューポートからイギリス軍を追い出そうとした作戦だった。1778年8月、この作戦は悪天候と意思疎通のお粗末さに災いされ、フランス軍が上陸を果たすこともなく、その目的を果たさずに終わった（ロードアイランドの戦い）。
1778年の夏、ロンドンのイギリス軍参謀はペノブスコット湾に新しくロイヤリストの開拓地を建設する作戦を立て始めた。そのための遠征隊は1779年初期に編成され、5月30日、軍隊と物資を積んだ艦隊がノバスコシアのハリファックスを出港した。イギリス軍は2週間後に目的地に到着し、湾の東側に一連の防御施設を構築した。マサチューセッツ邦は大陸会議からの支援がほとんど無いままにイギリス軍を追い出すための遠征隊を編成した。この遠征隊は、その艦隊が全て破壊され、遠征隊の半数は戦死、捕虜または負傷するという悲惨な結果に終わった（ペノブスコット遠征）。これは20世紀に入るまでアメリカ海軍にとって最悪の敗北となった。この遠征の失敗は陸軍と海軍のあいだの命令体系がうまく取り決められていなかったことに帰せられており、また救援のために到着したイギリス艦隊と戦ったダドリー・サルトンストール代将の失敗もあった。

## フロンティアでの戦い
サラトガの後から終戦までフロンティアでは残忍な小競り合いが続いた。これらの作戦は主にロイヤリストのウォルター・バトラーとジョン・バトラーおよびモホーク族のジョセフ・ブラント達の指導下にあったロイヤリストやイロコイ族によって遂行され、ケベックのイギリス軍から支援された。1779年、ワシントンはインディアンの攻撃を鎮圧するためにジョン・サリバン将軍を懲罰的遠征に派遣した（サリバン遠征）。サリバンとその部隊は体系的にイロコイ族の集落を破壊して行き、イロコイ族をケベックにまで追い出すことに成功した。この遠征で唯一の大きな戦闘はニュータウンの戦いであり、バトラーとブラントの部隊をサリバン軍が破ったことだった。ブラントはアメリカ側に立ったオナイダ族やタスカローラ族の集落を標的にした襲撃を率いた。この両軍からのインディアン集落の破壊によってそれまでのイロコイ族の領土から実質的に人が居なくなり、襲撃からの生存者は難民になった。
バトラー達はニューヨークのフロンティア地域への攻撃を続け、一方ブラントは西部戦線でより活発に活動した。1782年4月初旬、ショーニー族インディアンの攻撃に対して、ミラーのブロックハウスの砦にいたアン・ハップは、夫が殺されて頭皮を剥がれた後も、24時間以上も守り続けた。アンは妊娠8ヶ月の身重だった。
休戦の予備合意がなされた後ですらブラントは戦争を続けようとしたが、イギリス軍が補給を止めたときにはその努力も止めざるを得なくなった。